# Saint-Léger-des-Bois
Saint-Léger-des-Bois ist eine Ortschaft und eine Commune déléguée in der französischen Gemeinde Saint-Léger-de-Linières mit 2.027 Einwohnern (Stand: 1. Januar 2022) im Département Maine-et-Loire in der Region Pays de la Loire. Die Einwohner werden Légérois genannt.
Die Gemeinde Saint-Léger-des-Bois wurde am 1. Januar 2019 mit Saint-Jean-de-Linières zur Commune nouvelle Saint-Léger-de-Linières zusammengeschlossen. Sie hat seither den Status einer Commune déléguée. Die Gemeinde Saint-Léger-des-Bois gehörte zum Arrondissement Angers und zum Kanton Angers-3.

## Geographie
Saint-Léger-des-Bois liegt etwa 13 Kilometer westlich von Angers. Umgeben wurde die Gemeinde Saint-Léger-des-Bois von den Nachbargemeinden Bécon-les-Granits im Norden und Nordwesten, Saint-Lambert-la-Potherie im Norden und Nordosten, Saint-Jean-de-Linières im Osten, Saint-Martin-du-Fouilloux im Süden sowie Saint-Augustin-des-Bois im Westen.
Durch die Commune déléguée führt die Autoroute A11. 

## Bevölkerungsentwicklung
| 1962                       | 1968 | 1975 | 1982 | 1990 | 1999 | 2006 | 2013 |
| -------------------------- | ---- | ---- | ---- | ---- | ---- | ---- | ---- |
| 416                        | 401  | 472  | 711  | 978  | 1307 | 1473 | 1609 |
| Quellen: Cassini und INSEE |      |      |      |      |      |      |      |

## Sehenswürdigkeiten
- Kirche Saint-Léger aus dem 19. Jahrhundert
- Kapelle von La Touche-aux-Ânes aus dem 18. Jahrhundert

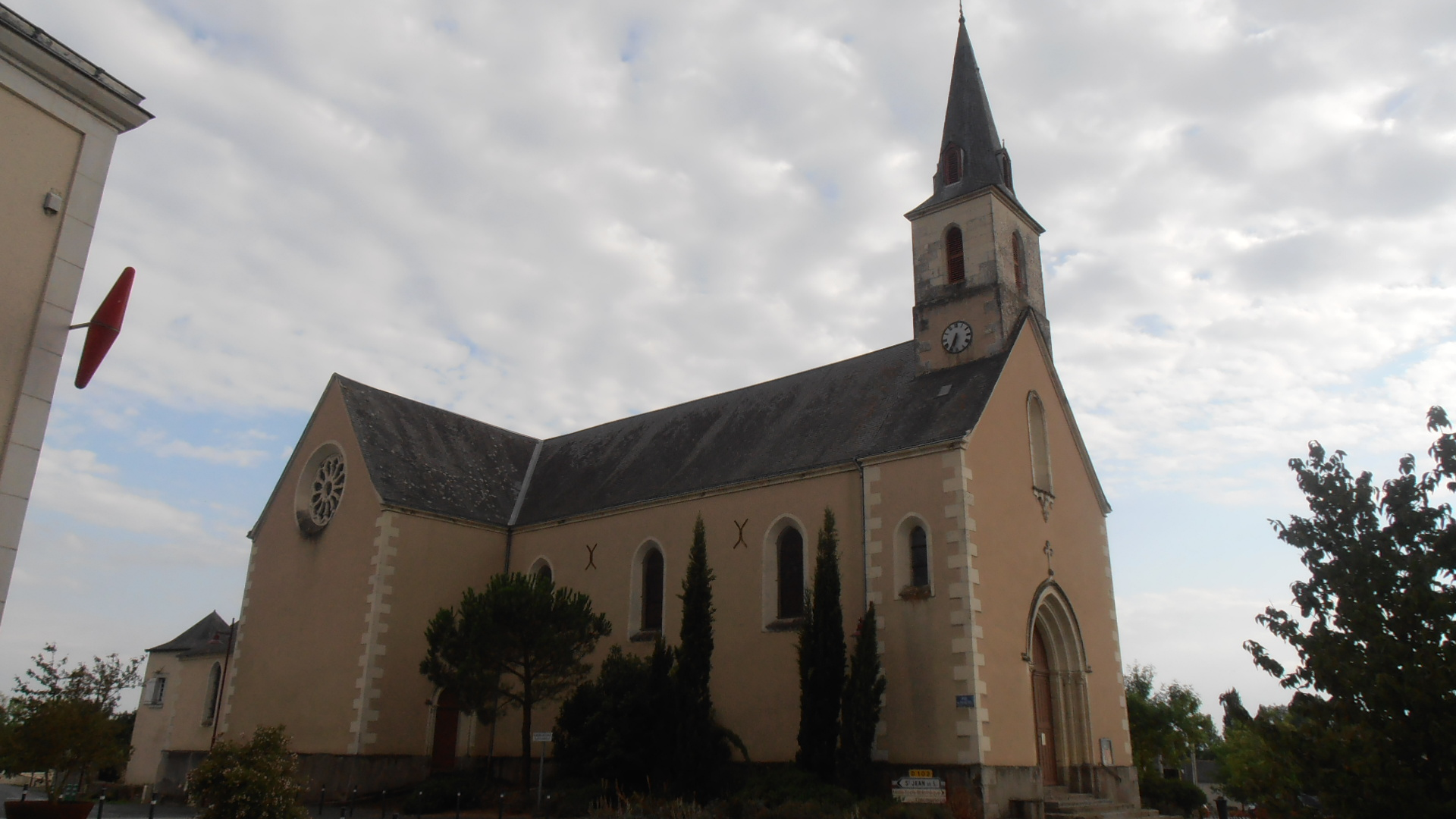
Kirche Saint-Léger

- Schloss La Haute-Bergère